# El Morro National Monument

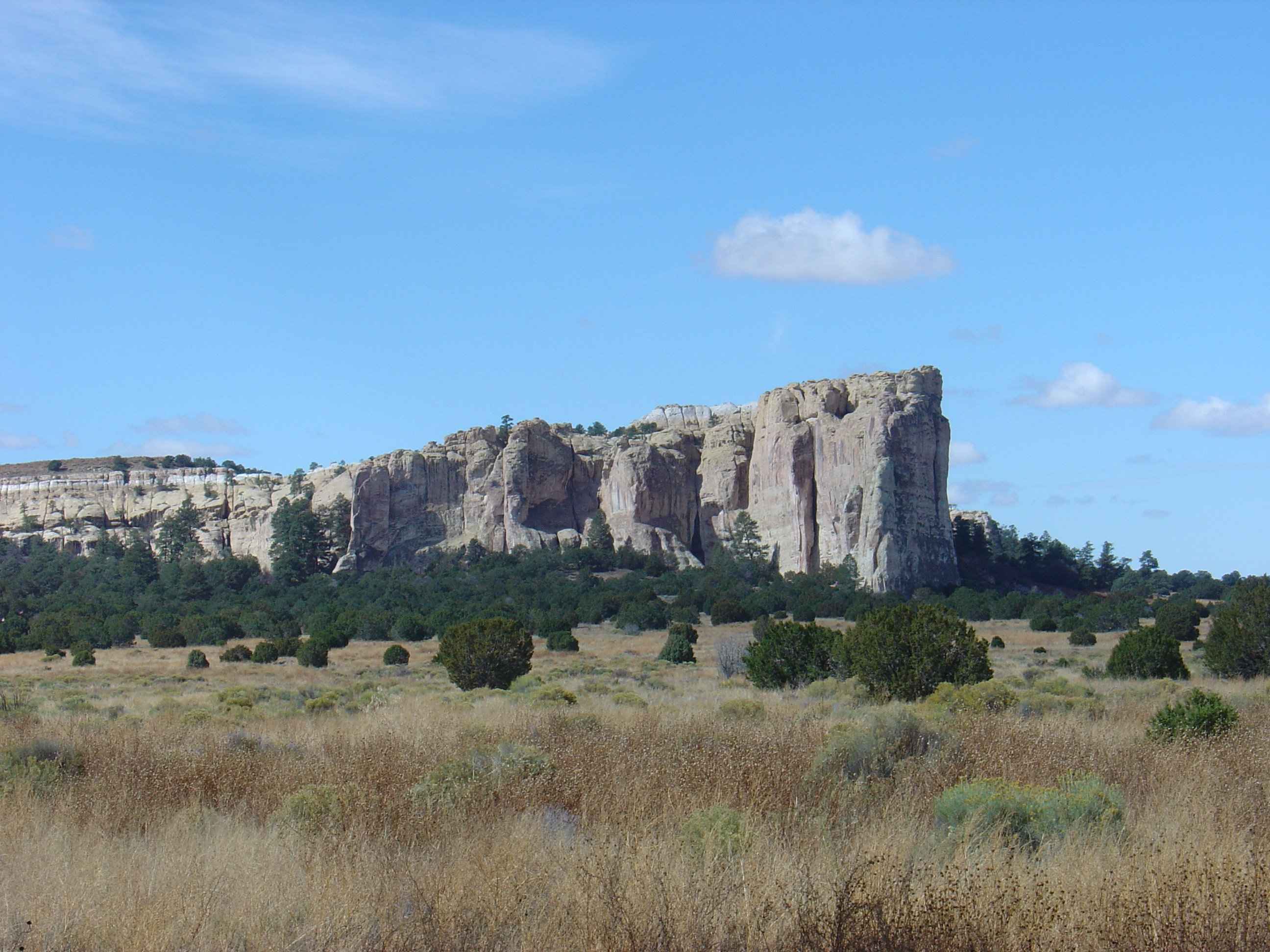
El Morro National Monument

El Morro National Monument – amerykański pomnik narodowy znajdujący się w stanie Nowy Meksyk. Jego główną atrakcją są formacje skalne zbudowane z piaskowca, na których znajdują się liczne inskrypcje rzeźbione na przestrzeni wieków przez Indian Pueblo, hiszpańskich konkwistadorów oraz amerykańskich żołnierzy.
Pomnik został ustanowiony decyzją prezydenta Theodore'a Roosevelta 8 grudnia 1906 roku jako drugi pomnik narodowy w historii Stanów Zjednoczonych. Później jego granice były kilkakrotnie zmieniane. Obecnie zajmuje powierzchnię 5,17 km² i jak wiele innych pomników narodowych zarządzany jest przez National Park Service.